# Most Słodowy
Most Słodowy (niem. Weg nach Hinterbleiche) – most położony we Wrocławiu, stanowiący przeprawę nad Upustem powodziowym Klary. Most w tym miejscu powstał w latach 1837–1838. Współczesna budowla pochodzi z 1911 roku. Do jego modernizacji i wykonania zastosowano technologię stalową. Jednak most w tym miejscu istniał znacznie wcześniej i jest zaznaczony na wielu planach miasta pochodzących z wcześniejszego okresu.
Prawy brzeg stanowi Wyspa Słodowa. Natomiast lewy brzeg to Wyspa Młyńska. Most jest jedyną przeprawą drogową na Wyspę Słodową z terenu miasta. Drugi z mostów drogowych (Most św. Klary) prowadzi z tej wyspy tylko na Wyspę Bielarską. Pozostałe przeprawy prowadzące na wyspę to kładki piesze. Most znajduje się w ciągu ulicy, której nadano nazwę od nazwy wyspy – wyspa Słodowa.
Konstrukcja mostu to jednoprzęsłowa belka swobodnie podparta, stalowa, połączenia wykonane w technologii nitowej. Zastosowano cztery dźwigary główne w rozstawie 2,0 m i dwie dodatkowe skrajne belki po obu stronach mostu w rozstawie 1,6 m od dźwigarów głównych, dla poparcia pomostu chodnika. Dźwigary główne to belki stalowe – blachownice – wysokości 700 mm, a boczne 350 mm. Rozpiętość w osi łożysk wynosi 8,45 m, a w świetle ścian przyczółków 7,50 m. Pomost został wykonany w postaci płyty stalowej z żebrowanej blachy o grubości 12 mm, na której ułożona została nawierzchnia z kostki granitowej o wymiarach 6 na 8 cm na podsypce piaskowej; nawierzchnia chodników bitumiczna. Przyczółki to murowane z cegły ściany kanału. Belki na przyczółkach oparte są za pośrednictwem granitowych ciosów. Szerokość mostu wynosi 9,2 m, w tym 6 m to jezdnia, a pozostała szerokość to dwa chodniki po obu stronach mostu o szerokości 1,6 m każdy.

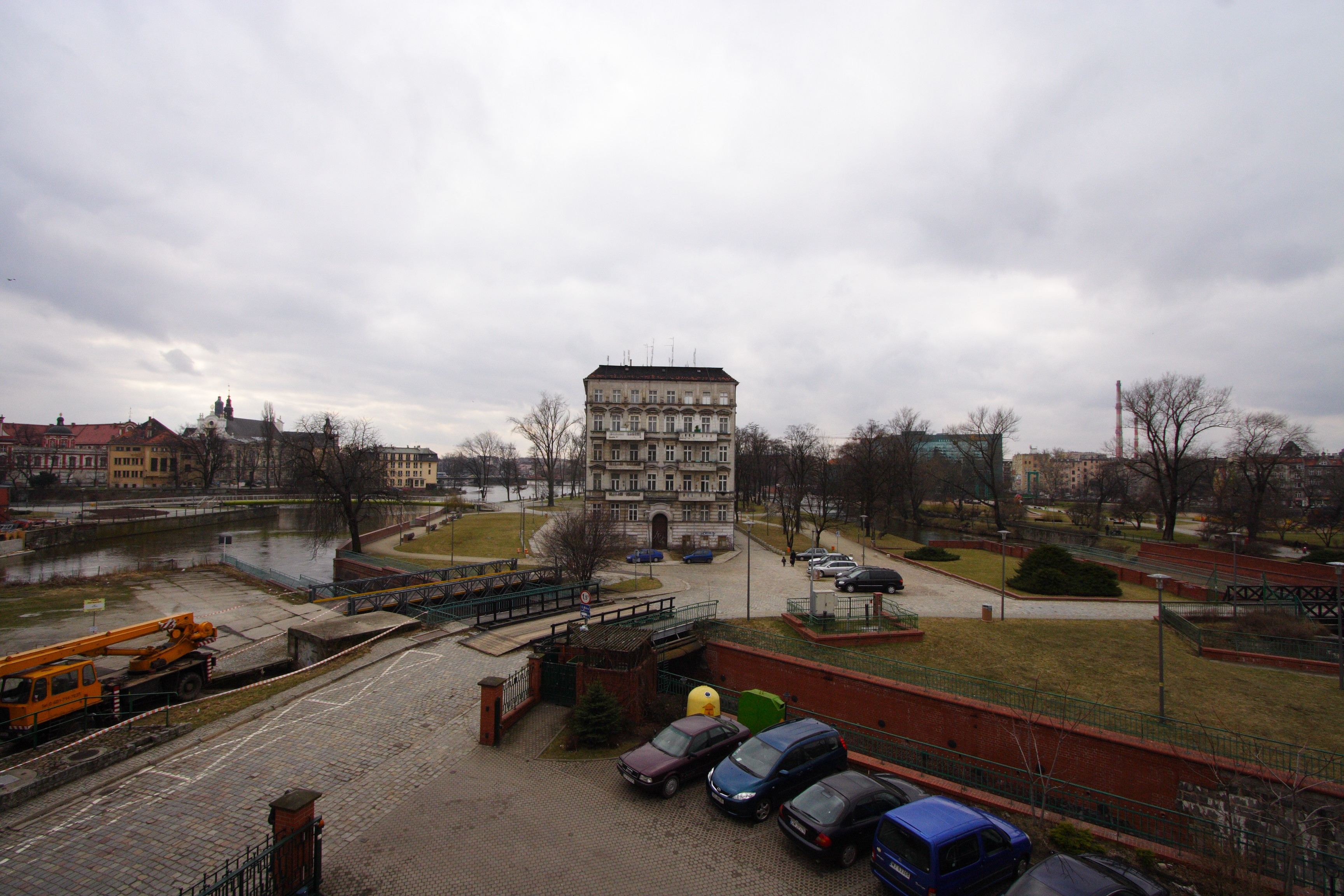
Most Słodowy